# Voyageur (Enigma)
Voyageur is het vijfde studioalbum van het Duitse muziekproject Enigma. Het album werd op 30 september 2003 uitgebracht en telt 11 nummers.

## Beschrijving
Het album wordt gezien als een omslag in Enigma's muziekstijl, dat meer gericht is op een pop-achtige stijl met nummers als "Voyageur", "Incognito", "Boum-Boum" en "Look of Today".
Het album bereikte de eerste plek in de Amerikaanse Top Dance/Electronic Albums-hitlijsten. In Nederland kwam het op de 13e plek in de Album Top 100.

## Nummers
Het album bevat de volgende nummers:
| 1.                 | From East to West           | 4:11 |
| 2.                 | Voyageur                    | 4:36 |
| 3.                 | Incognito                   | 4:23 |
| 4.                 | Page of Cups                | 7:01 |
| 5.                 | Boum-Boum                   | 4:29 |
| 6.                 | Total Eclipse of the Moon   | 2:16 |
| 7.                 | Look of Today               | 3:43 |
| 8.                 | In the Shadow, in the Light | 5:35 |
| 9.                 | Weightless                  | 2:15 |
| 10.                | The Piano                   | 3:00 |
| 11.                | Following the Sun           | 5:49 |
| Totale duur: 47:18 |                             |      |

## Medewerkers
- Michael Cretu – muziek, productie, zang
- Sandra Cretu - zang
- Ruth-Ann Boyle - zang
- Andru Donalds - zang
- Jens Gad - gitaren, muziek